# Elevation Tour
Az Elevation Tour az ír U2 együttes 2001-es amerikai és európai turnéjának neve, mellyel a 2000-es All That You Can’t Leave Behind című albumot népszerűsítették.
A turné 2001. március 24-én, a floridai Fort Lauderdale-ben kezdődött, az Amerikai Egyesült Államokban. A turné első szakasza tavasszal zajlott le ugyanitt, majd nyáron Európában léptek fel, végül ősszel újra visszatértek az Államokba, ahol 2001. december 2-án fejezték be a turnét, majdnem ugyanott, ahol elkezdték, a floridai Miamiben.

## Koncertek
Első szakasz: Észak-Amerika

2001. március 24.  Fort Lauderdale, FL, National Car Rental Center

2001. március 26.  Fort Lauderdale, FL, National Car Rental Center

2001. március 29.  Charlotte, NC, Charlotte Coliseum

2001. március 30.  Atlanta, GA, Philips Arena

2001. április 2.  Houston, TX, Compaq Center

2001. április 3.  Dallas, TX, Reunion Arena

2001. április 6.  Denver, CO, Pepsi Center

2001. április 9.  Calgary, Pengrowth Saddledome

2001. április 10.  Calgary, Pengrowth Saddledome

2001. április 12.  Tacoma, WA, Tacoma Dome

2001. április 13.  Vancouver, General Motors Place

2001. április 15.  Portland, OR, Rose Garden

2001. április 17.  San Diego, CA, San Diego Sports Arena

2001. április 19.  San José, CA, San José Arena

2001. április 20.  San José, CA, San José Arena

2001. április 23.  Anaheim, CA, Arrowhead Pond

2001. április 24.  Anaheim, CA, Arrowhead Pond

2001. április 26.  Anaheim, CA, Arrowhead Pond

2001. április 28.  Phoenix, AZ, America West Arena

2001. május 1.  Minneapolis, MN, Target Center

2001. május 3.  Cleveland, OH, Gund Arena

2001. május 4.  Lexington, KY, Rupp Arena

2001. május 6.  Pittsburgh, PA, Mellon Arena

2001. május 7.  Columbus, OH, Nationwide Arena

2001. május 9.  Milwaukee, WI, Bradley Center

2001. május 10.  Indianapolis, IN, Conseco Fieldhouse

2001. május 12.  Chicago, IL, United Center

2001. május 13.  Chicago, IL, United Center

2001. május 15.  Chicago, IL, United Center

2001. május 16.  Chicago, IL, United Center

2001. május 24.  Toronto, Air Canada Centre

2001. május 25.  Toronto, Air Canada Centre

2001. május 27.  Montréal, Molson Centre

2001. május 28.  Montréal, Molson Centre

2001. május 30.  Detroit, MI, Palace Of Auburn Hills

2001. május 31.  Buffalo, NY, HSBC Arena

2001. június 2.  Albany, NY, Pepsi Arena

2001. június 3.  Hartford, CT, Civic Center

2001. június 5.  Boston, MA, Fleet Center

2001. június 6.  Boston, MA, Fleet Center

2001. június 8.  Boston, MA, Fleet Center

2001. június 9.  Boston, MA, Fleet Center

2001. június 11.  Philadelphia, PA, First Union Center

2001. június 12.  Philadelphia, PA, First Union Center

2001. június 14.  Washington, DC, MCI Center

2001. június 15.  Washington, DC, MCI Center

2001. június 17.  New York City, NY, Madison Square Garden

2001. június 19.  New York City, NY, Madison Square Garden

2001. június 21.  East Rutherford, NJ, Continental Airlines Arena

2001. június 22.  East Rutherford, NJ, Continental Airlines Arena
Második szakasz: Európa

2001. július 6.  Koppenhága, Forum

2001. július 7.  Koppenhága, Forum

2001. július 9.  Stockholm, Globen

2001. július 10.  Stockholm, Globen

2001. július 12.  Köln, Kölnarena

2001. július 13.  Köln, Kölnarena

2001. július 15.  München, Olympiahalle

2001. július 17.  Párizs, Palais Omnisports De Paris-Bercy

2001. július 18.  Párizs, Palais Omnisports De Paris-Bercy

2001. július 21.  Turin, Stadio Delle Alpi

2001. július 23.  Zürich, Hallenstadion

2001. július 24.  Zürich, Hallenstadion

2001. július 26.  Bécs, Stadthalle

2001. július 27.  Bécs, Stadthalle

2001. július 29.  Berlin, Waldbühne

2001. július 31.  Arnheim, Gelredome

2001. augusztus 1.  Arnheim, Gelredome

2001. augusztus 3.  Arnheim, Gelredome

2001. augusztus 5.  Antwerpen, Sportpaleis

2001. augusztus 6.  Antwerpen, Sportpaleis

2001. augusztus 8.  Barcelona, Palau Sant Jordi

2001. augusztus 11.  Manchester, MEN Arena

2001. augusztus 12.  Manchester, MEN Arena

2001. augusztus 14.  Birmingham, NEC Arena

2001. augusztus 15.  Birmingham, NEC Arena

2001. augusztus 18.  London, Earl's Court Arena

2001. augusztus 19.  London, Earl's Court Arena

2001. augusztus 21.  London, Earl's Court Arena

2001. augusztus 22.  London, Earl's Court Arena

2001. augusztus 25.  Slane, Slane Castle

2001. augusztus 27.  Glasgow, SECC Arena

2001. augusztus 28.  Glasgow, SECC Arena

2001. szeptember 1.  Slane, Slane Castle
Harmadik szakasz: Észak-Amerika

2001. október 10.  South Bend, IN, Joyce Center (University Of Notre Dame)

2001. október 12.  Montréal, Molson Centre

2001. október 13.  Hamilton, Copps Coliseum

2001. október 15.  Chicago, IL, United Center

2001. október 16.  Chicago, IL, United Center

2001. október 19.  Baltimore, MD, Baltimore Arena

2001. október 24.  New York City, NY, Madison Square Garden

2001. október 25.  New York City, NY, Madison Square Garden

2001. október 27.  New York City, NY, Madison Square Garden

2001. október 28.  East Rutherford, NJ, Continental Airlines Arena

2001. október 30.  Providence, RI, Dunkin' Donuts Center

2001. október 31.  Providence, RI, Dunkin' Donuts Center

2001. november 2.  Philadelphia, PA, First Union Center

2001. november 5.  Austin, TX, Frank Erwin Center

2001. november 7.  Denver, CO, Pepsi Center

2001. november 9.  Salt Lake City, UT, Delta Center

2001. november 12.  Los Angeles, CA, Staples Center

2001. november 13.  Los Angeles, CA, Staples Center

2001. november 15.  Oakland, CA, Oakland Coliseum Arena

2001. november 16.  Oakland, CA, Oakland Coliseum Arena

2001. november 18.  Las Vegas, NV, Thomas & Mack Center

2001. november 19.  Los Angeles, CA, Staples Center

2001. november 20.  Sacramento, CA, Arco Arena

2001. november 23.  Phoenix, AZ, America West Arena

2001. november 25.  Dallas, TX, Reunion Arena

2001. november 27.  Kansas City, MO, Kemper Arena

2001. november 28.  St. Louis, MO, Savvis Center

2001. november 30.  Atlanta, GA, Philips Arena

2001. december 1.  Tampa, FL, Ice Palace

2001. december 2.  Miami, FL, American Airlines Arena

## A Színpad
Magát a színpadot Willie Williams tervezte. A színpad kinézete erőteljesen eltér a Zoo TV Tour és a PopMart Tour színpadától. Mellőzik az extravagáns megjelenési formákat, helyette az egyszerű, de divatos kinézetet választották, amelyekkel inkább a sportarénákat célozták meg, mint a stadionokat.
A színpad két részből áll: magából a színpad testből, ahol a zenészek játszanak, a hangszerek és az erősítők helyezkednek el; és egy szív alakú kifutó, mely magát a színpadot és a közönség egy kisebb részét is körbeveszi.

## A koncert
A koncertek szinte mindig az Elevation és a Beautiful Day kettőssel kezdődtek. Az dalok sorrendje és előadása erősen, szinte koncertenként változott. A legtöbb dalt az All That You Can’t Leave Behind című albumról játszották, de játszottak még dalt az Achtung Baby, The Joshua Tree, War, The Unforgettable Fire, Pop, Boy (album), Rattle and Hum és Zooropa albumokról is.
Példa előadás (2001. július 26., Bécs):
01. Elevation

02. Beautiful Day

03. Until The End Of The World

04. New Year's Day

05. Kite

06. Gone

07. New York

08. I Will Follow

09. Sunday Bloody Sunday

10. Stuck In A Moment You Can't Get Out Of

11. In A Little While

12. Stay (Faraway, So Close!)

13. Bad

14. Where The Streets Have No Name

15. Mysterious Ways

Szünet

16. Bullet The Blue Sky

17. With Or Without You

18. One

19. Wake Up Dead Man

20. Walk On

Az előadások változatosságát bizonyítja még, hogy az egy nappal később megrendezett bécsi koncert jelentősen eltér.

## Filmek
A turné közben két filmet is készítettek: Az elsőt a turné első szakaszában, Bostonban vették fel és Elevation: Live From Boston címen jelent meg, míg a másikat a második szakaszban, Dublinban vették fel és U2 Go Home: Live From Slane Castle címen került a boltokba.

## Összefoglalás
Első szakasz: Amerikai Egyesült Államok, 50 előadás

Második szakasz: Európa, 33 előadás

Harmadik szakasz: Amerikai Egyesült Államok, 30 előadás

Az összesen 113 koncertből álló turné, több mint 110 millió dollárt hozott, 15 országot és 64 várost érintett, az előadók szinte mindig teltház előtt léptek fel.